# Liste des planètes mineures non numérotées découvertes en juillet 2016
Pour un article plus général, voir Liste des planètes mineures non numérotées découvertes en 2016.
Pour un article plus général, voir Liste des planètes mineures.
Cet article dresse la liste des planètes mineures (astéroïdes, centaures, objets transneptuniens et assimilés) non numérotées découvertes en juillet 2016 dans l'ordre de leur découverte.
Au 15 janvier 2025, 661 077 des 1 434 993 planètes mineures répertoriées par le Centre des planètes mineures ne sont pas encore numérotées, soit 46,07 %.

## Rappel concernant la désignation provisoire
La désignation provisoire indique l'ordre de découverte de ces objets. En effet, cette désignation est composée de l'année de découverte (par exemple 2016) suivie de la quinzaine (demi-mois) de découverte (p.e. A = 1-15 janvier) puis de l'ordre de découverte dans cette quinzaine. Cet ordre est indiqué par une lettre et éventuellement un chiffre comme suit : A pour la première découverte, B pour la deuxième, ..., Z pour la 25e (le I n'est pas utilisé pour éviter la confusion avec 1), A1 pour la 26e, B1 pour la 27e, etc. , Z1 pour la 50e, A2 pour la 51e, B2 pour la 52e, etc. L'ordre de la numérotation ne suit donc pas l'ordre alphanumérique. 2016 AA1 suit ainsi 2016 AZ et précède 2016 AB1.

## Liste

### Du1erau 15 juillet 2016
- 2016 NA
- 2016 NB
- 2016 NG
- 2016 NH
- 2016 NJ
- 2016 NK
- 2016 NN
- 2016 NR
- 2016 NS
- 2016 NU
- 2016 NV
- 2016 NW
- 2016 NX
- 2016 NY
- 2016 NA1
- 2016 NB1
- 2016 NC1
- 2016 ND1
- 2016 NE1
- 2016 NG1
- 2016 NH1
- 2016 NJ1
- 2016 NP1
- 2016 NF2
- 2016 NX2
- 2016 NL3
- 2016 NW3
- 2016 NX3
- 2016 NA4
- 2016 NE4
- 2016 NH4
- 2016 NK4
- 2016 NL4
- 2016 NV4
- 2016 NY4
- 2016 NZ4
- 2016 NA5
- 2016 NB5
- 2016 NL5
- 2016 NA6
- 2016 NG6
- 2016 NP6
- 2016 NQ6
- 2016 NS6
- 2016 NX6
- 2016 NB7
- 2016 NE7
- 2016 NG7
- 2016 NH7
- 2016 NM7
- 2016 NQ7
- 2016 NW7
- 2016 NL8
- 2016 NB9
- 2016 NL9
- 2016 NR9
- 2016 NS9
- 2016 NT9
- 2016 NY9
- 2016 NE10
- 2016 NG10
- 2016 NH10
- 2016 NN10
- 2016 NR10
- 2016 NS10
- 2016 NT10
- 2016 NV10
- 2016 NA11
- 2016 NB11
- 2016 NE11
- 2016 NG11
- 2016 NJ11
- 2016 NK11
- 2016 NL11
- 2016 NS11
- 2016 NW11
- 2016 NA12
- 2016 ND12
- 2016 NG12
- 2016 NL12
- 2016 NN12
- 2016 NT12
- 2016 NZ12
- 2016 NE13
- 2016 NF13
- 2016 NG13
- 2016 NL13
- 2016 NT13
- 2016 NV13
- 2016 NZ13
- 2016 NA14
- 2016 NJ14
- 2016 NL14
- 2016 NQ14
- 2016 NU14
- 2016 NY14
- 2016 NZ14
- 2016 NB15
- 2016 NC15
- 2016 ND15
- 2016 NE15
- 2016 NF15
- 2016 NG15
- 2016 NJ15
- 2016 NK15
- 2016 NL15
- 2016 NM15
- 2016 NN15
- 2016 NO15
- 2016 NV15
- 2016 NW15
- 2016 NX15
- 2016 NY15
- 2016 NZ15
- 2016 NA16
- 2016 NC16
- 2016 ND16
- 2016 NE16
- 2016 NH16
- 2016 NJ16
- 2016 NK16
- 2016 NN16
- 2016 NO16
- 2016 NP16
- 2016 NQ16
- 2016 NR16
- 2016 NS16
- 2016 NT16
- 2016 NU16
- 2016 NW16
- 2016 NE17
- 2016 NM17
- 2016 NO17
- 2016 NP17
- 2016 NS17
- 2016 NU17
- 2016 NY17
- 2016 NZ17
- 2016 NC18
- 2016 NO18
- 2016 NW18
- 2016 NX18
- 2016 NA19
- 2016 NB19
- 2016 NJ19
- 2016 NL19
- 2016 NP19
- 2016 NT19
- 2016 NV19
- 2016 NY19
- 2016 NE20
- 2016 NM20
- 2016 NN20
- 2016 NU20
- 2016 NW20
- 2016 NE21
- 2016 NF21
- 2016 NG21
- 2016 NK21
- 2016 NL21
- 2016 NQ21
- 2016 NU21
- 2016 NW21
- 2016 NX21
- 2016 NC22
- 2016 ND22
- 2016 NE22
- 2016 NF22
- 2016 NG22
- 2016 NH22
- 2016 NJ22
- 2016 NK22
- 2016 NL22
- 2016 NM22
- 2016 NN22
- 2016 NP22
- 2016 NR22
- 2016 NT22
- 2016 NU22
- 2016 NV22
- 2016 NX22
- 2016 NY22
- 2016 NZ22
- 2016 NB23
- 2016 NC23
- 2016 ND23
- 2016 NE23
- 2016 NF23
- 2016 NG23
- 2016 NP23
- 2016 NS23
- 2016 NU23
- 2016 ND24
- 2016 NG24
- 2016 NK24
- 2016 NM24
- 2016 NN24
- 2016 NS24
- 2016 NT24
- 2016 NW24
- 2016 NB25
- 2016 NC25
- 2016 NF25
- 2016 NK25
- 2016 NM25
- 2016 NO25
- 2016 NR25
- 2016 NS25
- 2016 NV25
- 2016 NE26
- 2016 NF26
- 2016 NH26
- 2016 NK26
- 2016 NN26
- 2016 NR26
- 2016 NT26
- 2016 NX26
- 2016 NC27
- 2016 NH27
- 2016 NJ27
- 2016 NK27
- 2016 NP27
- 2016 NS27
- 2016 NT27
- 2016 NV27
- 2016 NZ27
- 2016 NA28
- 2016 NB28
- 2016 NC28
- 2016 ND28
- 2016 NE28
- 2016 NF28
- 2016 NG28
- 2016 NK28
- 2016 NL28
- 2016 NN28
- 2016 NO28
- 2016 NQ28
- 2016 NS28
- 2016 NT28
- 2016 NW28
- 2016 NX28
- 2016 NY28
- 2016 NC29
- 2016 ND29
- 2016 NE29
- 2016 NF29
- 2016 NH29
- 2016 NJ29
- 2016 NL29
- 2016 NP29
- 2016 NQ29
- 2016 NY29
- 2016 NZ29
- 2016 NB30
- 2016 NC30
- 2016 NE30
- 2016 NG30
- 2016 NJ30
- 2016 NN30
- 2016 NB31
- 2016 NC31
- 2016 NO31
- 2016 NP31
- 2016 NE32
- 2016 NJ32
- 2016 NL32
- 2016 NM32
- 2016 NN32
- 2016 NQ32
- 2016 NR32
- 2016 NS32
- 2016 NT32
- 2016 NU32
- 2016 NV32
- 2016 NW32
- 2016 NX32
- 2016 NY32
- 2016 NC33
- 2016 ND33
- 2016 NE33
- 2016 NF33
- 2016 NG33
- 2016 NH33
- 2016 NJ33
- 2016 NK33
- 2016 NN33
- 2016 NO33
- 2016 NR33
- 2016 NS33
- 2016 NV33
- 2016 NY33
- 2016 ND34
- 2016 NL34
- 2016 NM34
- 2016 NQ34
- 2016 NS34
- 2016 NT34
- 2016 NU34
- 2016 NY34
- 2016 ND35
- 2016 NE35
- 2016 NG35
- 2016 NR35
- 2016 NT35
- 2016 NV35
- 2016 NZ35
- 2016 NA36
- 2016 NB36
- 2016 NE36
- 2016 NF36
- 2016 NM36
- 2016 NN36
- 2016 NQ36
- 2016 NX36
- 2016 NZ36
- 2016 NA37
- 2016 NC37
- 2016 NE37
- 2016 NH37
- 2016 NQ37
- 2016 NW37
- 2016 NY37
- 2016 NZ37
- 2016 NC38
- 2016 ND38
- 2016 NE38
- 2016 NF38
- 2016 NG38
- 2016 NK38
- 2016 NL38
- 2016 NM38
- 2016 NO38
- 2016 NP38
- 2016 NS38
- 2016 NT38
- 2016 NU38
- 2016 NV38
- 2016 NW38
- 2016 NX38
- 2016 NY38
- 2016 NB39
- 2016 NC39
- 2016 ND39
- 2016 NE39
- 2016 NF39
- 2016 NG39
- 2016 NH39
- 2016 NJ39
- 2016 NK39
- 2016 NL39
- 2016 NM39
- 2016 NN39
- 2016 NR39
- 2016 NT39
- 2016 NU39
- 2016 NX39
- 2016 NZ39
- 2016 NA40
- 2016 NB40
- 2016 NC40
- 2016 NE40
- 2016 NF40
- 2016 NH40
- 2016 NL40
- 2016 NM40
- 2016 NR40
- 2016 NX40
- 2016 NA41
- 2016 NC41
- 2016 NE41
- 2016 NL41
- 2016 NR41
- 2016 NS41
- 2016 NU41
- 2016 NZ41
- 2016 NA42
- 2016 NC42
- 2016 ND42
- 2016 NE42
- 2016 NJ42
- 2016 NM42
- 2016 NP42
- 2016 NV42
- 2016 NW42
- 2016 NB43
- 2016 ND43
- 2016 NE43
- 2016 NF43
- 2016 NM43
- 2016 NN43
- 2016 NS43
- 2016 NU43
- 2016 NA44
- 2016 NN44
- 2016 NO44
- 2016 NQ44
- 2016 NS44
- 2016 NA45
- 2016 NC45
- 2016 NF45
- 2016 NL45
- 2016 NM45
- 2016 NR45
- 2016 NT45
- 2016 NV45
- 2016 NZ45
- 2016 NB46
- 2016 NC46
- 2016 NE46
- 2016 NG46
- 2016 NJ46
- 2016 NM46
- 2016 NV46
- 2016 NW46
- 2016 NZ46
- 2016 NE47
- 2016 NJ47
- 2016 NM47
- 2016 NT47
- 2016 NW47
- 2016 NC48
- 2016 NJ48
- 2016 NL48
- 2016 NM48
- 2016 NN48
- 2016 NR48
- 2016 NA49
- 2016 NF49
- 2016 NG49
- 2016 NH49
- 2016 NJ49
- 2016 NN49
- 2016 NP49
- 2016 NR49
- 2016 NU49
- 2016 NV49
- 2016 NX49
- 2016 NY49
- 2016 NZ49
- 2016 NE50
- 2016 NF50
- 2016 NG50
- 2016 NO50
- 2016 NQ50
- 2016 NR50
- 2016 NS50
- 2016 NU50
- 2016 NV50
- 2016 NG51
- 2016 NH51
- 2016 NK51
- 2016 NM51
- 2016 NP51
- 2016 NQ51
- 2016 NR51
- 2016 NT51
- 2016 NU51
- 2016 NW51
- 2016 NY51
- 2016 NZ51
- 2016 ND52
- 2016 NF52
- 2016 NN52
- 2016 NU52
- 2016 NY52
- 2016 NZ52
- 2016 NN53
- 2016 NU53
- 2016 NC54
- 2016 NG54
- 2016 NL54
- 2016 NM54
- 2016 NP54
- 2016 NQ54
- 2016 NU54
- 2016 NY54
- 2016 NA55
- 2016 NB55
- 2016 NC55
- 2016 ND55
- 2016 NE55
- 2016 NK55
- 2016 NL55
- 2016 NM55
- 2016 NP55
- 2016 NQ55
- 2016 NR55
- 2016 NT55
- 2016 NU55
- 2016 NV55
- 2016 NY55
- 2016 NZ55
- 2016 NA56
- 2016 NB56
- 2016 NC56
- 2016 ND56
- 2016 NE56
- 2016 NJ56
- 2016 NK56
- 2016 NO56
- 2016 NP56
- 2016 NR56
- 2016 NU56
- 2016 NZ56
- 2016 NC57
- 2016 ND57
- 2016 NF57
- 2016 NJ57
- 2016 NM57
- 2016 NN57
- 2016 NP57
- 2016 NS57
- 2016 NT57
- 2016 NU57
- 2016 NV57
- 2016 NX57
- 2016 NZ57
- 2016 NA58
- 2016 ND58
- 2016 NE58
- 2016 NG58
- 2016 NH58
- 2016 NJ58
- 2016 NK58
- 2016 NL58
- 2016 NM58
- 2016 NN58
- 2016 NO58
- 2016 NP58
- 2016 NR58
- 2016 NS58
- 2016 NT58
- 2016 NU58
- 2016 NV58
- 2016 NW58
- 2016 NX58
- 2016 NY58
- 2016 NA59
- 2016 NB59
- 2016 NC59
- 2016 ND59
- 2016 NE59
- 2016 NF59
- 2016 NH59
- 2016 NJ59
- 2016 NK59
- 2016 NL59
- 2016 NN59
- 2016 NP59
- 2016 NQ59
- 2016 NR59
- 2016 NS59
- 2016 NT59
- 2016 NV59
- 2016 NW59
- 2016 NX59
- 2016 NY59
- 2016 NB60
- 2016 NC60
- 2016 ND60
- 2016 NE60
- 2016 NF60
- 2016 NH60
- 2016 NJ60
- 2016 NK60
- 2016 NL60
- 2016 NP60
- 2016 NQ60
- 2016 NR60
- 2016 NT60
- 2016 NW60
- 2016 NX60
- 2016 NY60
- 2016 NA61
- 2016 NB61
- 2016 NC61
- 2016 NF61
- 2016 NG61
- 2016 NH61
- 2016 NJ61
- 2016 NK61
- 2016 NL61
- 2016 NM61
- 2016 NN61
- 2016 NR61
- 2016 NT61
- 2016 NV61
- 2016 NW61
- 2016 NX61
- 2016 NY61
- 2016 NZ61
- 2016 NB62
- 2016 ND62
- 2016 NE62
- 2016 NG62
- 2016 NH62
- 2016 NK62
- 2016 NL62
- 2016 NM62
- 2016 NN62
- 2016 NO62
- 2016 NR62
- 2016 NS62
- 2016 NT62
- 2016 NU62
- 2016 NW62
- 2016 NX62
- 2016 NY62
- 2016 NZ62
- 2016 NC63
- 2016 NE63
- 2016 NJ63
- 2016 NK63
- 2016 NL63
- 2016 NO63
- 2016 NP63
- 2016 NQ63
- 2016 NS63
- 2016 NU63
- 2016 NV63
- 2016 NW63
- 2016 NX63
- 2016 NY63
- 2016 NZ63
- 2016 NA64
- 2016 ND64
- 2016 NE64
- 2016 NF64
- 2016 NG64
- 2016 NJ64
- 2016 NK64
- 2016 NL64
- 2016 NM64
- 2016 NN64
- 2016 NO64
- 2016 NP64
- 2016 NS64
- 2016 NT64
- 2016 NU64
- 2016 NW64
- 2016 NX64
- 2016 NY64
- 2016 NZ64
- 2016 NA65
- 2016 NO65
- 2016 NY65
- 2016 NM66
- 2016 NV67
- 2016 NZ68
- 2016 NA69
- 2016 NK69
- 2016 NX69
- 2016 NX70
- 2016 NY70
- 2016 NZ70
- 2016 NB71
- 2016 NC71
- 2016 NH71
- 2016 NJ71
- 2016 NM71
- 2016 NN71
- 2016 NQ71
- 2016 NU71
- 2016 NY71
- 2016 NC72
- 2016 NE72
- 2016 NL72
- 2016 NM72
- 2016 NV72
- 2016 NQ73
- 2016 NT73
- 2016 NU73
- 2016 NN74
- 2016 NV74
- 2016 NW74
- 2016 NY74
- 2016 NC75
- 2016 NG75
- 2016 NM75
- 2016 NK76
- 2016 NL76
- 2016 NR76
- 2016 NT76
- 2016 NZ76
- 2016 ND77
- 2016 NF77
- 2016 NQ77
- 2016 NS77
- 2016 NX77
- 2016 ND78
- 2016 NH78
- 2016 NM78
- 2016 NS78
- 2016 NT78
- 2016 NA79
- 2016 NC79
- 2016 NH79
- 2016 NO79
- 2016 NV79
- 2016 NX79
- 2016 NZ79
- 2016 ND80
- 2016 NN80
- 2016 NX80
- 2016 NZ80
- 2016 NN81
- 2016 NU81
- 2016 NV81
- 2016 NM82
- 2016 NO82
- 2016 NS82
- 2016 NC83
- 2016 ND83
- 2016 NE83
- 2016 NH83
- 2016 NL83
- 2016 NN83
- 2016 NP83
- 2016 NS83
- 2016 NY83
- 2016 NN84
- 2016 NU84
- 2016 NV84
- 2016 NZ84
- 2016 ND85
- 2016 NG85
- 2016 NJ85
- 2016 NM85
- 2016 NP85
- 2016 NV85
- 2016 NA86
- 2016 NQ86
- 2016 NR86
- 2016 NY86
- 2016 NZ86
- 2016 NB87
- 2016 ND87
- 2016 NG87
- 2016 NW87
- 2016 NB88
- 2016 ND88
- 2016 NJ88
- 2016 NK88
- 2016 NL88
- 2016 NP88
- 2016 NS88
- 2016 NU88
- 2016 NZ88
- 2016 NA89
- 2016 NB89
- 2016 NC89
- 2016 NG89
- 2016 NH89
- 2016 NN89
- 2016 NO89
- 2016 NR89
- 2016 NU89
- 2016 NV89
- 2016 NW89
- 2016 NB90
- 2016 NC90
- 2016 NJ90
- 2016 NU90
- 2016 NW90
- 2016 NY90
- 2016 NB91
- 2016 ND91
- 2016 NE91
- 2016 NF91
- 2016 NG91
- 2016 NJ91
- 2016 NK91
- 2016 NL91
- 2016 NM91
- 2016 NN91
- 2016 NP91
- 2016 NQ91
- 2016 NR91
- 2016 NT91
- 2016 NV91
- 2016 NW91
- 2016 NX91
- 2016 NY91
- 2016 NB92
- 2016 NG92
- 2016 NJ92
- 2016 NL92
- 2016 NM92
- 2016 NN92
- 2016 NO92
- 2016 NP92
- 2016 NQ92
- 2016 NS92
- 2016 NT92
- 2016 NU92
- 2016 NW92
- 2016 NY92
- 2016 NA93
- 2016 NB93
- 2016 NC93
- 2016 ND93
- 2016 NE93
- 2016 NF93
- 2016 NG93
- 2016 NH93
- 2016 NK93
- 2016 NL93
- 2016 NM93
- 2016 NN93
- 2016 NP93
- 2016 NQ93
- 2016 NS93
- 2016 NT93
- 2016 NU93
- 2016 NV93
- 2016 NX93
- 2016 NY93
- 2016 NZ93
- 2016 NA94
- 2016 NB94
- 2016 NC94
- 2016 ND94
- 2016 NE94
- 2016 NF94
- 2016 NG94
- 2016 NH94
- 2016 NJ94
- 2016 NK94
- 2016 NM94
- 2016 NN94
- 2016 NO94
- 2016 NQ94
- 2016 NS94
- 2016 NT94
- 2016 NU94
- 2016 NV94
- 2016 NW94
- 2016 NZ94
- 2016 NA95
- 2016 NB95
- 2016 NC95
- 2016 ND95
- 2016 NE95
- 2016 NF95
- 2016 NG95
- 2016 NH95
- 2016 NK95
- 2016 NL95
- 2016 NM95
- 2016 NN95
- 2016 NO95
- 2016 NP95
- 2016 NQ95
- 2016 NT95
- 2016 NU95
- 2016 NV95
- 2016 NW95
- 2016 NX95
- 2016 NY95
- 2016 NZ95
- 2016 NA96
- 2016 NC96
- 2016 ND96
- 2016 NE96
- 2016 NF96
- 2016 NG96
- 2016 NH96
- 2016 NJ96
- 2016 NK96
- 2016 NL96
- 2016 NM96
- 2016 NN96
- 2016 NO96
- 2016 NQ96
- 2016 NR96
- 2016 NS96
- 2016 NT96
- 2016 NU96
- 2016 NV96
- 2016 NW96
- 2016 NY96
- 2016 NZ96
- 2016 NA97
- 2016 NB97
- 2016 NC97
- 2016 ND97
- 2016 NE97
- 2016 NF97
- 2016 NG97
- 2016 NH97
- 2016 NJ97
- 2016 NK97
- 2016 NL97
- 2016 NN97
- 2016 NO97
- 2016 NP97
- 2016 NQ97
- 2016 NR97
- 2016 NT97
- 2016 NU97
- 2016 NV97
- 2016 NW97
- 2016 NX97
- 2016 NY97
- 2016 NZ97
- 2016 NA98
- 2016 NB98
- 2016 NC98
- 2016 NE98
- 2016 NF98
- 2016 NG98
- 2016 NH98
- 2016 NJ98
- 2016 NK98
- 2016 NL98
- 2016 NM98
- 2016 NN98
- 2016 NO98
- 2016 NP98
- 2016 NQ98
- 2016 NR98
- 2016 NS98
- 2016 NT98
- 2016 NU98
- 2016 NV98
- 2016 NW98
- 2016 NX98
- 2016 NY98
- 2016 NZ98
- 2016 NA99
- 2016 NB99
- 2016 NC99
- 2016 ND99
- 2016 NE99
- 2016 NF99
- 2016 NG99
- 2016 NH99
- 2016 NJ99
- 2016 NK99
- 2016 NL99
- 2016 NM99
- 2016 NN99
- 2016 NO99
- 2016 NP99
- 2016 NQ99
- 2016 NR99
- 2016 NT99
- 2016 NU99
- 2016 NV99
- 2016 NW99
- 2016 NX99
- 2016 NY99
- 2016 NA100
- 2016 NB100
- 2016 NC100
- 2016 ND100
- 2016 NE100
- 2016 NF100
- 2016 NH100
- 2016 NJ100
- 2016 NK100
- 2016 NL100
- 2016 NM100
- 2016 NN100
- 2016 NO100
- 2016 NP100
- 2016 NQ100
- 2016 NR100
- 2016 NS100
- 2016 NT100
- 2016 NU100
- 2016 NV100
- 2016 NW100
- 2016 NX100
- 2016 NY100
- 2016 NZ100
- 2016 NA101
- 2016 NB101
- 2016 NC101
- 2016 ND101
- 2016 NF101
- 2016 NG101
- 2016 NH101
- 2016 NJ101
- 2016 NK101
- 2016 NL101
- 2016 NM101
- 2016 NN101
- 2016 NO101
- 2016 NP101
- 2016 NQ101
- 2016 NR101
- 2016 NS101
- 2016 NT101
- 2016 NU101
- 2016 NV101
- 2016 NX101
- 2016 NY101
- 2016 NZ101
- 2016 NA102
- 2016 NB102
- 2016 NC102
- 2016 ND102
- 2016 NE102
- 2016 NF102
- 2016 NH102
- 2016 NJ102
- 2016 NK102
- 2016 NL102
- 2016 NM102
- 2016 NN102
- 2016 NO102
- 2016 NP102
- 2016 NQ102
- 2016 NR102
- 2016 NS102
- 2016 NT102
- 2016 NU102
- 2016 NV102
- 2016 NW102
- 2016 NX102
- 2016 NY102
- 2016 NZ102
- 2016 NA103
- 2016 NB103
- 2016 NC103
- 2016 ND103
- 2016 NE103
- 2016 NF103
- 2016 NG103
- 2016 NH103
- 2016 NJ103
- 2016 NK103
- 2016 NL103
- 2016 NO103
- 2016 NP103
- 2016 NQ103
- 2016 NR103
- 2016 NS103
- 2016 NT103
- 2016 NU103
- 2016 NW103
- 2016 NX103
- 2016 NY103
- 2016 NC104
- 2016 ND104
- 2016 NE104
- 2016 NF104
- 2016 NH104
- 2016 NJ104
- 2016 NK104
- 2016 NL104
- 2016 NM104
- 2016 NN104
- 2016 NO104
- 2016 NR104
- 2016 NS104
- 2016 NU104
- 2016 NW104
- 2016 NX104
- 2016 NY104
- 2016 NZ104
- 2016 NA105
- 2016 NB105
- 2016 ND105
- 2016 NE105
- 2016 NF105
- 2016 NG105
- 2016 NJ105
- 2016 NK105
- 2016 NL105
- 2016 NM105
- 2016 NN105
- 2016 NO105
- 2016 NP105
- 2016 NQ105
- 2016 NR105
- 2016 NS105
- 2016 NT105
- 2016 NU105
- 2016 NV105
- 2016 NW105
- 2016 NX105
- 2016 NY105
- 2016 NA106
- 2016 NB106
- 2016 NC106
- 2016 ND106
- 2016 NE106
- 2016 NG106
- 2016 NH106
- 2016 NL106
- 2016 NM106
- 2016 NN106
- 2016 NO106
- 2016 NP106
- 2016 NR106
- 2016 NS106
- 2016 NT106
- 2016 NU106
- 2016 NV106
- 2016 NW106
- 2016 NX106
- 2016 NY106
- 2016 NZ106
- 2016 NA107
- 2016 NC107
- 2016 NG107
- 2016 NH107
- 2016 NJ107
- 2016 NP107
- 2016 NQ107
- 2016 NR107
- 2016 NS107
- 2016 NT107
- 2016 NV107
- 2016 NW107
- 2016 NX107
- 2016 NA108
- 2016 NC108
- 2016 ND108
- 2016 NE108
- 2016 NF108
- 2016 NG108
- 2016 NT108
- 2016 NA109
- 2016 ND109
- 2016 NE109
- 2016 NH109
- 2016 NL109
- 2016 NM109
- 2016 NN109
- 2016 NP109
- 2016 NQ109
- 2016 NS109
- 2016 NT109
- 2016 NX109
- 2016 NB110
- 2016 NF110
- 2016 NJ110
- 2016 NK110
- 2016 NQ110
- 2016 NR110
- 2016 NU110
- 2016 NV110
- 2016 NW110
- 2016 NX110
- 2016 NY110
- 2016 NA111
- 2016 ND111
- 2016 NF111
- 2016 NG111
- 2016 NH111
- 2016 NJ111
- 2016 NK111
- 2016 NM111
- 2016 NO111
- 2016 NQ111
- 2016 NR111
- 2016 NS111
- 2016 NT111
- 2016 NU111
- 2016 NW111
- 2016 NZ111
- 2016 NA112
- 2016 NB112
- 2016 ND112
- 2016 NF112
- 2016 NH112
- 2016 NJ112
- 2016 NK112
- 2016 NL112
- 2016 NN112
- 2016 NO112
- 2016 NP112
- 2016 NR112
- 2016 NS112
- 2016 NT112
- 2016 NV112
- 2016 NW112
- 2016 NX112
- 2016 NY112
- 2016 NZ112
- 2016 NC113
- 2016 NE113
- 2016 NF113
- 2016 NJ113
- 2016 NL113
- 2016 NM113
- 2016 NN113
- 2016 NO113
- 2016 NP113
- 2016 NQ113
- 2016 NS113
- 2016 NU113
- 2016 NA114
- 2016 NC114
- 2016 NE114
- 2016 NG114
- 2016 NH114
- 2016 NJ114
- 2016 NK114
- 2016 NL114
- 2016 NN114
- 2016 NO114
- 2016 NQ114
- 2016 NR114
- 2016 NS114
- 2016 NT114
- 2016 NU114
- 2016 NV114
- 2016 NW114
- 2016 NZ114
- 2016 NA115
- 2016 NB115
- 2016 NC115
- 2016 ND115
- 2016 NE115
- 2016 NF115
- 2016 NH115
- 2016 NJ115
- 2016 NK115
- 2016 NL115
- 2016 NM115
- 2016 NN115
- 2016 NO115
- 2016 NP115
- 2016 NQ115
- 2016 NR115
- 2016 NT115
- 2016 NU115
- 2016 NZ115
- 2016 NA116
- 2016 NB116
- 2016 NC116
- 2016 NE116
- 2016 NF116
- 2016 NG116
- 2016 NH116
- 2016 NJ116
- 2016 NK116
- 2016 NL116
- 2016 NM116
- 2016 NN116
- 2016 NO116
- 2016 NP116
- 2016 NQ116
- 2016 NR116
- 2016 NS116
- 2016 NU116
- 2016 NV116
- 2016 NW116
- 2016 NX116
- 2016 NY116
- 2016 NZ116
- 2016 NB117
- 2016 NC117
- 2016 ND117
- 2016 NE117
- 2016 NF117
- 2016 NG117
- 2016 NH117
- 2016 NK117
- 2016 NL117
- 2016 NM117
- 2016 NN117
- 2016 NO117
- 2016 NP117
- 2016 NQ117
- 2016 NR117
- 2016 NS117
- 2016 NT117
- 2016 NU117
- 2016 NW117
- 2016 NY117
- 2016 NZ117
- 2016 NA118
- 2016 NC118
- 2016 NE118
- 2016 NF118
- 2016 NG118
- 2016 NH118
- 2016 NJ118
- 2016 NK118
- 2016 NL118
- 2016 NN118
- 2016 NO118
- 2016 NP118
- 2016 NQ118
- 2016 NS118
- 2016 NU118
- 2016 NV118
- 2016 NZ118
- 2016 NA119
- 2016 NB119
- 2016 NE119
- 2016 NK119
- 2016 NN119
- 2016 NR119
- 2016 NT119
- 2016 NU119
- 2016 NW119
- 2016 NY119
- 2016 NA120
- 2016 NB120
- 2016 NC120
- 2016 NG120
- 2016 NH120
- 2016 NK120
- 2016 NL120
- 2016 NM120
- 2016 NN120
- 2016 NO120
- 2016 NP120
- 2016 NQ120
- 2016 NR120
- 2016 NT120
- 2016 NV120
- 2016 NW120
- 2016 NX120
- 2016 NY120
- 2016 NZ120
- 2016 NA121
- 2016 NB121
- 2016 NC121
- 2016 ND121
- 2016 NE121
- 2016 NF121
- 2016 NG121
- 2016 NK121
- 2016 NL121
- 2016 NM121
- 2016 NN121
- 2016 NO121
- 2016 NP121
- 2016 NQ121
- 2016 NR121
- 2016 NS121
- 2016 NT121
- 2016 NU121
- 2016 NV121
- 2016 NW121
- 2016 NX121
- 2016 NY121
- 2016 NZ121
- 2016 NA122
- 2016 NB122
- 2016 NC122
- 2016 ND122
- 2016 NE122
- 2016 NF122
- 2016 NG122
- 2016 NH122
- 2016 NJ122
- 2016 NK122
- 2016 NL122
- 2016 NM122
- 2016 NN122
- 2016 NP122
- 2016 NQ122
- 2016 NR122
- 2016 NT122
- 2016 NU122
- 2016 NV122
- 2016 NX122
- 2016 NY122
- 2016 NA123
- 2016 NC123
- 2016 ND123
- 2016 NF123
- 2016 NG123
- 2016 NJ123
- 2016 NL123
- 2016 NN123
- 2016 NO123
- 2016 NQ123
- 2016 NT123
- 2016 NU123
- 2016 NV123
- 2016 NW123
- 2016 NX123
- 2016 NZ123
- 2016 NC124
- 2016 ND124
- 2016 NF124
- 2016 NH124
- 2016 NJ124
- 2016 NL124
- 2016 NM124
- 2016 NN124
- 2016 NQ124
- 2016 NR124
- 2016 NS124
- 2016 NT124
- 2016 NU124
- 2016 NV124
- 2016 NW124
- 2016 NY124
- 2016 NZ124
- 2016 NA125
- 2016 NC125
- 2016 ND125
- 2016 NE125
- 2016 NF125
- 2016 NG125
- 2016 NH125
- 2016 NJ125
- 2016 NK125
- 2016 NL125
- 2016 NM125
- 2016 NN125
- 2016 NQ125
- 2016 NR125
- 2016 NS125
- 2016 NT125
- 2016 NU125
- 2016 NV125
- 2016 NW125
- 2016 NX125
- 2016 NY125
- 2016 NZ125
- 2016 NA126
- 2016 NB126
- 2016 NC126
- 2016 NE126
- 2016 NF126
- 2016 NG126
- 2016 NH126
- 2016 NJ126
- 2016 NK126
- 2016 NL126
- 2016 NM126
- 2016 NN126
- 2016 NO126
- 2016 NP126
- 2016 NQ126
- 2016 NR126
- 2016 NS126
- 2016 NT126
- 2016 NU126
- 2016 NV126
- 2016 NW126
- 2016 NX126
- 2016 NY126
- 2016 NZ126
- 2016 NA127
- 2016 NB127
- 2016 NC127
- 2016 ND127
- 2016 NE127
- 2016 NF127
- 2016 NG127
- 2016 NH127
- 2016 NJ127
- 2016 NK127
- 2016 NM127
- 2016 NN127
- 2016 NO127
- 2016 NP127
- 2016 NQ127
- 2016 NR127
- 2016 NS127
- 2016 NT127
- 2016 NV127
- 2016 NX127
- 2016 NY127
- 2016 NZ127
- 2016 NA128
- 2016 NC128
- 2016 ND128
- 2016 NE128
- 2016 NF128
- 2016 NG128
- 2016 NH128
- 2016 NJ128
- 2016 NK128
- 2016 NO128
- 2016 NP128
- 2016 NQ128
- 2016 NR128
- 2016 NS128
- 2016 NT128
- 2016 NU128
- 2016 NV128
- 2016 NW128
- 2016 NX128
- 2016 NY128
- 2016 NZ128
- 2016 NA129
- 2016 NB129
- 2016 NC129
- 2016 ND129
- 2016 NF129
- 2016 NG129
- 2016 NH129
- 2016 NJ129
- 2016 NK129
- 2016 NL129
- 2016 NM129
- 2016 NN129
- 2016 NO129
- 2016 NP129
- 2016 NQ129
- 2016 NR129
- 2016 NS129
- 2016 NT129
- 2016 NV129
- 2016 NX129
- 2016 NY129
- 2016 NZ129
- 2016 NB130
- 2016 NC130
- 2016 NE130
- 2016 NF130
- 2016 NH130
- 2016 NJ130
- 2016 NK130
- 2016 NL130
- 2016 NO130
- 2016 NP130
- 2016 NQ130
- 2016 NR130
- 2016 NS130
- 2016 NT130
- 2016 NU130
- 2016 NV130
- 2016 NW130
- 2016 NX130
- 2016 NY130
- 2016 NA131
- 2016 NB131
- 2016 NC131
- 2016 ND131
- 2016 NE131
- 2016 NF131
- 2016 NG131
- 2016 NJ131
- 2016 NL131
- 2016 NM131
- 2016 NN131
- 2016 NO131
- 2016 NP131
- 2016 NQ131
- 2016 NR131
- 2016 NS131
- 2016 NT131
- 2016 NU131
- 2016 NV131
- 2016 NY131
- 2016 NZ131
- 2016 NA132
- 2016 NB132
- 2016 NC132
- 2016 ND132
- 2016 NE132
- 2016 NF132
- 2016 NG132
- 2016 NH132
- 2016 NJ132
- 2016 NK132
- 2016 NL132
- 2016 NM132
- 2016 NN132
- 2016 NO132
- 2016 NP132
- 2016 NR132
- 2016 NU132
- 2016 NV132
- 2016 NX132
- 2016 NY132
- 2016 NA133
- 2016 NB133
- 2016 ND133
- 2016 NE133
- 2016 NF133
- 2016 NG133
- 2016 NJ133
- 2016 NK133
- 2016 NL133
- 2016 NM133
- 2016 NN133
- 2016 NO133
- 2016 NQ133
- 2016 NR133
- 2016 NS133
- 2016 NT133
- 2016 NU133
- 2016 NV133
- 2016 NW133
- 2016 NX133
- 2016 NY133
- 2016 NZ133
- 2016 NA134
- 2016 NB134
- 2016 NC134
- 2016 ND134
- 2016 NE134
- 2016 NF134
- 2016 NG134
- 2016 NH134
- 2016 NJ134
- 2016 NL134
- 2016 NM134
- 2016 NN134
- 2016 NO134
- 2016 NP134
- 2016 NR134
- 2016 NS134
- 2016 NT134
- 2016 NU134
- 2016 NV134
- 2016 NX134
- 2016 NY134
- 2016 NZ134
- 2016 NA135
- 2016 NB135
- 2016 NC135
- 2016 NE135
- 2016 NG135
- 2016 NH135
- 2016 NJ135
- 2016 NK135
- 2016 NL135
- 2016 NN135
- 2016 NO135
- 2016 NQ135
- 2016 NS135
- 2016 NT135
- 2016 NU135
- 2016 NV135
- 2016 NW135
- 2016 NX135
- 2016 NY135
- 2016 NZ135
- 2016 NA136
- 2016 NB136
- 2016 NC136
- 2016 ND136
- 2016 NE136
- 2016 NF136
- 2016 NG136
- 2016 NH136
- 2016 NJ136
- 2016 NK136
- 2016 NL136
- 2016 NM136
- 2016 NN136
- 2016 NO136
- 2016 NP136
- 2016 NQ136
- 2016 NR136
- 2016 NS136
- 2016 NT136
- 2016 NV136
- 2016 NW136
- 2016 NX136
- 2016 NY136
- 2016 NZ136
- 2016 NA137
- 2016 NB137
- 2016 NC137
- 2016 ND137
- 2016 NE137
- 2016 NF137
- 2016 NG137
- 2016 NJ137
- 2016 NL137
- 2016 NO137
- 2016 NP137
- 2016 NQ137
- 2016 NR137
- 2016 NT137
- 2016 NU137
- 2016 NW137
- 2016 NX137
- 2016 NY137
- 2016 NZ137
- 2016 NA138
- 2016 NB138
- 2016 NC138
- 2016 ND138
- 2016 NF138
- 2016 NH138
- 2016 NJ138
- 2016 NK138
- 2016 NL138
- 2016 NM138
- 2016 NN138
- 2016 NO138
- 2016 NP138
- 2016 NQ138
- 2016 NR138
- 2016 NS138
- 2016 NT138
- 2016 NU138
- 2016 NV138
- 2016 NW138
- 2016 NX138
- 2016 NY138
- 2016 NZ138
- 2016 NA139
- 2016 NB139
- 2016 NC139
- 2016 ND139
- 2016 NE139
- 2016 NF139
- 2016 NG139
- 2016 NH139
- 2016 NJ139
- 2016 NK139
- 2016 NL139
- 2016 NM139
- 2016 NN139
- 2016 NO139
- 2016 NP139
- 2016 NQ139
- 2016 NR139
- 2016 NS139
- 2016 NT139
- 2016 NU139
- 2016 NV139
- 2016 NW139
- 2016 NX139
- 2016 NY139
- 2016 NZ139
- 2016 NA140
- 2016 NB140
- 2016 NC140
- 2016 ND140
- 2016 NE140
- 2016 NF140
- 2016 NG140
- 2016 NH140
- 2016 NJ140
- 2016 NK140
- 2016 NL140
- 2016 NN140
- 2016 NO140
- 2016 NP140
- 2016 NQ140
- 2016 NR140
- 2016 NS140
- 2016 NV140
- 2016 NW140
- 2016 NY140
- 2016 NZ140
- 2016 NA141
- 2016 NB141
- 2016 NC141
- 2016 ND141
- 2016 NE141
- 2016 NF141
- 2016 NG141
- 2016 NH141
- 2016 NJ141
- 2016 NK141
- 2016 NL141
- 2016 NM141
- 2016 NN141
- 2016 NO141
- 2016 NP141
- 2016 NR141
- 2016 NS141
- 2016 NT141
- 2016 NU141
- 2016 NV141
- 2016 NW141
- 2016 NX141
- 2016 NY141
- 2016 NZ141
- 2016 NB142
- 2016 NC142
- 2016 ND142
- 2016 NF142
- 2016 NG142
- 2016 NJ142
- 2016 NK142
- 2016 NM142
- 2016 NN142
- 2016 NP142
- 2016 NR142
- 2016 NS142
- 2016 NU142
- 2016 NV142
- 2016 NA143
- 2016 NC143
- 2016 NE143
- 2016 NF143
- 2016 NG143
- 2016 NJ143
- 2016 NL143
- 2016 NM143
- 2016 NN143
- 2016 NO143
- 2016 NP143
- 2016 NQ143
- 2016 NR143
- 2016 NS143
- 2016 NT143
- 2016 NU143
- 2016 NV143
- 2016 NW143
- 2016 NX143
- 2016 NY143
- 2016 NZ143
- 2016 NA144
- 2016 NB144
- 2016 NC144
- 2016 ND144
- 2016 NE144
- 2016 NF144
- 2016 NG144
- 2016 NH144
- 2016 NJ144
- 2016 NK144
- 2016 NL144
- 2016 NN144
- 2016 NO144
- 2016 NP144
- 2016 NQ144
- 2016 NR144
- 2016 NS144
- 2016 NT144
- 2016 NU144
- 2016 NW144
- 2016 NX144
- 2016 NY144
- 2016 NZ144
- 2016 NA145
- 2016 NB145
- 2016 NC145
- 2016 ND145
- 2016 NG145
- 2016 NH145
- 2016 NJ145
- 2016 NL145
- 2016 NM145
- 2016 NO145
- 2016 NP145
- 2016 NQ145
- 2016 NR145
- 2016 NS145
- 2016 NU145
- 2016 NV145
- 2016 NW145
- 2016 NX145
- 2016 NY145
- 2016 NZ145
- 2016 NA146
- 2016 NC146
- 2016 ND146
- 2016 NE146
- 2016 NF146
- 2016 NG146
- 2016 NH146
- 2016 NJ146
- 2016 NK146
- 2016 NL146
- 2016 NM146
- 2016 NN146
- 2016 NP146
- 2016 NQ146
- 2016 NS146
- 2016 NT146
- 2016 NU146
- 2016 NV146
- 2016 NW146
- 2016 NX146
- 2016 NY146
- 2016 NZ146
- 2016 NA147
- 2016 NB147
- 2016 NC147
- 2016 ND147
- 2016 NG147
- 2016 NH147
- 2016 NJ147
- 2016 NN147
- 2016 NO147
- 2016 NR147
- 2016 NT147
- 2016 NU147
- 2016 NW147
- 2016 NX147
- 2016 NY147
- 2016 NZ147
- 2016 NB148
- 2016 NC148
- 2016 NE148
- 2016 NF148
- 2016 NK148
- 2016 NL148
- 2016 NM148
- 2016 NP148
- 2016 NQ148
- 2016 NR148
- 2016 NS148
- 2016 NT148
- 2016 NU148
- 2016 NW148
- 2016 NX148
- 2016 NZ148
- 2016 NA149
- 2016 NB149
- 2016 NC149
- 2016 ND149
- 2016 NE149
- 2016 NF149
- 2016 NG149
- 2016 NH149
- 2016 NJ149
- 2016 NK149
- 2016 NL149
- 2016 NM149
- 2016 NN149
- 2016 NO149
- 2016 NP149
- 2016 NQ149
- 2016 NR149
- 2016 NS149
- 2016 NU149
- 2016 NX149
- 2016 NY149
- 2016 NZ149
- 2016 NA150
- 2016 NC150
- 2016 ND150
- 2016 NE150
- 2016 NF150
- 2016 NG150
- 2016 NK150
- 2016 NL150
- 2016 NM150
- 2016 NN150
- 2016 NO150
- 2016 NP150
- 2016 NQ150
- 2016 NR150
- 2016 NS150
- 2016 NT150
- 2016 NU150
- 2016 NV150
- 2016 NW150
- 2016 NX150
- 2016 NY150
- 2016 NZ150
- 2016 NA151
- 2016 NB151
- 2016 NC151
- 2016 ND151
- 2016 NE151
- 2016 NF151
- 2016 NG151
- 2016 NH151
- 2016 NJ151
- 2016 NK151
- 2016 NL151
- 2016 NM151
- 2016 NN151
- 2016 NO151
- 2016 NP151
- 2016 NQ151
- 2016 NR151
- 2016 NS151
- 2016 NT151
- 2016 NU151
- 2016 NV151
- 2016 NW151
- 2016 NX151
- 2016 NY151
- 2016 NZ151
- 2016 NB152
- 2016 ND152
- 2016 NF152
- 2016 NG152
- 2016 NJ152
- 2016 NL152
- 2016 NM152
- 2016 NN152
- 2016 NO152
- 2016 NP152
- 2016 NQ152
- 2016 NR152
- 2016 NS152
- 2016 NU152
- 2016 NW152
- 2016 NX152
- 2016 NY152
- 2016 NZ152
- 2016 NA153
- 2016 NB153
- 2016 NE153
- 2016 NF153
- 2016 NG153
- 2016 NH153
- 2016 NK153
- 2016 NM153
- 2016 NN153
- 2016 NO153
- 2016 NP153
- 2016 NQ153
- 2016 NR153
- 2016 NT153
- 2016 NU153
- 2016 NV153
- 2016 NW153
- 2016 NZ153
- 2016 NA154
- 2016 NB154
- 2016 NE154
- 2016 NF154
- 2016 NG154
- 2016 NJ154
- 2016 NK154
- 2016 NL154
- 2016 NM154
- 2016 NN154
- 2016 NP154
- 2016 NR154
- 2016 NS154
- 2016 NT154
- 2016 NU154
- 2016 NV154
- 2016 NW154
- 2016 NX154
- 2016 NY154
- 2016 NZ154
- 2016 NA155
- 2016 NB155
- 2016 NC155
- 2016 NE155
- 2016 NF155
- 2016 NG155
- 2016 NH155
- 2016 NJ155
- 2016 NK155
- 2016 NL155
- 2016 NM155
- 2016 NN155
- 2016 NO155
- 2016 NP155
- 2016 NQ155
- 2016 NR155
- 2016 NS155
- 2016 NU155
- 2016 NV155
- 2016 NW155
- 2016 NX155
- 2016 NY155
- 2016 NZ155
- 2016 NB156
- 2016 NC156
- 2016 ND156
- 2016 NE156
- 2016 NF156
- 2016 NG156
- 2016 NH156
- 2016 NK156
- 2016 NL156
- 2016 NM156
- 2016 NO156
- 2016 NQ156
- 2016 NR156
- 2016 NT156
- 2016 NU156
- 2016 NV156
- 2016 NW156
- 2016 NX156
- 2016 NY156
- 2016 NZ156
- 2016 NA157
- 2016 NB157
- 2016 NC157
- 2016 NE157
- 2016 NF157
- 2016 NH157
- 2016 NJ157
- 2016 NK157
- 2016 NL157
- 2016 NM157
- 2016 NN157
- 2016 NO157
- 2016 NP157
- 2016 NQ157
- 2016 NR157
- 2016 NS157
- 2016 NT157
- 2016 NU157
- 2016 NW157
- 2016 NY157
- 2016 NZ157
- 2016 NA158
- 2016 NB158
- 2016 NC158
- 2016 ND158
- 2016 NE158
- 2016 NF158
- 2016 NG158
- 2016 NH158
- 2016 NJ158
- 2016 NK158
- 2016 NL158
- 2016 NM158
- 2016 NN158
- 2016 NO158
- 2016 NP158
- 2016 NQ158
- 2016 NR158
- 2016 NS158
- 2016 NT158
- 2016 NV158
- 2016 NW158
- 2016 NX158
- 2016 NY158
- 2016 NZ158
- 2016 NA159
- 2016 NB159
- 2016 NC159
- 2016 ND159
- 2016 NE159
- 2016 NF159
- 2016 NG159
- 2016 NJ159
- 2016 NK159
- 2016 NL159
- 2016 NM159
- 2016 NN159
- 2016 NO159
- 2016 NP159
- 2016 NQ159
- 2016 NR159
- 2016 NS159
- 2016 NT159
- 2016 NU159
- 2016 NV159
- 2016 NW159
- 2016 NX159
- 2016 NY159
- 2016 NZ159
- 2016 NA160
- 2016 NB160
- 2016 ND160
- 2016 NE160
- 2016 NF160
- 2016 NG160
- 2016 NH160
- 2016 NJ160
- 2016 NK160
- 2016 NM160
- 2016 NN160
- 2016 NO160
- 2016 NP160
- 2016 NQ160
- 2016 NR160
- 2016 NS160
- 2016 NT160
- 2016 NU160
- 2016 NV160
- 2016 NW160
- 2016 NX160
- 2016 NY160
- 2016 NZ160
- 2016 NA161
- 2016 NB161
- 2016 NC161
- 2016 ND161
- 2016 NE161
- 2016 NF161
- 2016 NG161
- 2016 NH161
- 2016 NJ161
- 2016 NN161
- 2016 NR161
- 2016 NS161
- 2016 NT161
- 2016 NU161
- 2016 NV161
- 2016 NW161
- 2016 NX161
- 2016 NY161
- 2016 NZ161
- 2016 NA162
- 2016 NB162
- 2016 ND162
- 2016 NE162
- 2016 NF162
- 2016 NG162
- 2016 NH162
- 2016 NJ162
- 2016 NK162
- 2016 NL162
- 2016 NM162
- 2016 NN162
- 2016 NO162
- 2016 NQ162
- 2016 NR162
- 2016 NS162
- 2016 NT162
- 2016 NU162
- 2016 NV162
- 2016 NW162
- 2016 NX162
- 2016 NY162
- 2016 NZ162
- 2016 NA163
- 2016 NB163
- 2016 NC163
- 2016 ND163
- 2016 NF163
- 2016 NG163
- 2016 NH163
- 2016 NK163
- 2016 NL163
- 2016 NN163
- 2016 NO163
- 2016 NQ163
- 2016 NR163
- 2016 NT163
- 2016 NU163
- 2016 NV163
- 2016 NW163
- 2016 NX163
- 2016 NY163
- 2016 NZ163
- 2016 NA164
- 2016 NB164
- 2016 NC164
- 2016 ND164
- 2016 NE164
- 2016 NF164
- 2016 NG164
- 2016 NH164
- 2016 NJ164
- 2016 NK164
- 2016 NL164
- 2016 NM164
- 2016 NN164
- 2016 NO164
- 2016 NP164
- 2016 NQ164
- 2016 NR164
- 2016 NS164
- 2016 NT164
- 2016 NU164
- 2016 NW164
- 2016 NX164
- 2016 NZ164
- 2016 NC165
- 2016 ND165
- 2016 NE165
- 2016 NF165
- 2016 NH165
- 2016 NJ165
- 2016 NK165
- 2016 NM165
- 2016 NN165
- 2016 NO165
- 2016 NP165
- 2016 NQ165
- 2016 NR165
- 2016 NS165
- 2016 NT165
- 2016 NU165
- 2016 NV165
- 2016 NW165
- 2016 NX165
- 2016 NY165
- 2016 NZ165
- 2016 NA166
- 2016 NB166
- 2016 NC166
- 2016 ND166
- 2016 NE166
- 2016 NF166
- 2016 NG166
- 2016 NH166
- 2016 NK166
- 2016 NM166
- 2016 NN166
- 2016 NP166
- 2016 NS166
- 2016 NT166
- 2016 NU166
- 2016 NV166
- 2016 NW166
- 2016 NX166
- 2016 NZ166
- 2016 NC167
- 2016 ND167
- 2016 NE167
- 2016 NF167
- 2016 NG167
- 2016 NH167
- 2016 NJ167
- 2016 NK167
- 2016 NL167
- 2016 NM167
- 2016 NN167
- 2016 NO167
- 2016 NP167
- 2016 NQ167
- 2016 NR167
- 2016 NS167
- 2016 NT167
- 2016 NU167
- 2016 NW167
- 2016 NY167
- 2016 NZ167
- 2016 NA168
- 2016 NB168
- 2016 NC168
- 2016 ND168
- 2016 NE168
- 2016 NF168
- 2016 NG168
- 2016 NH168
- 2016 NJ168
- 2016 NK168
- 2016 NL168
- 2016 NM168
- 2016 NN168
- 2016 NO168
- 2016 NP168
- 2016 NQ168
- 2016 NR168
- 2016 NS168
- 2016 NT168
- 2016 NU168
- 2016 NV168
- 2016 NW168
- 2016 NX168
- 2016 NY168
- 2016 NB169
- 2016 NC169
- 2016 ND169
- 2016 NE169
- 2016 NF169
- 2016 NG169
- 2016 NH169
- 2016 NJ169
- 2016 NK169
- 2016 NL169
- 2016 NM169
- 2016 NN169
- 2016 NO169
- 2016 NP169
- 2016 NQ169
- 2016 NR169
- 2016 NS169
- 2016 NT169
- 2016 NU169
- 2016 NV169
- 2016 NW169
- 2016 NX169
- 2016 NY169
- 2016 NZ169
- 2016 NA170
- 2016 NB170
- 2016 NC170
- 2016 ND170
- 2016 NE170
- 2016 NF170
- 2016 NG170
- 2016 NJ170
- 2016 NK170
- 2016 NL170
- 2016 NM170
- 2016 NN170
- 2016 NO170
- 2016 NP170
- 2016 NQ170
- 2016 NR170
- 2016 NS170
- 2016 NT170
- 2016 NU170
- 2016 NV170
- 2016 NW170
- 2016 NX170
- 2016 NY170
- 2016 NZ170
- 2016 NA171
- 2016 NB171
- 2016 NC171
- 2016 ND171
- 2016 NE171
- 2016 NF171
- 2016 NG171
- 2016 NH171
- 2016 NJ171
- 2016 NK171
- 2016 NL171
- 2016 NM171
- 2016 NN171
- 2016 NO171
- 2016 NP171
- 2016 NQ171
- 2016 NR171
- 2016 NT171
- 2016 NU171
- 2016 NV171
- 2016 NW171
- 2016 NX171
- 2016 NY171
- 2016 NA172
- 2016 NB172
- 2016 NE172
- 2016 NF172
- 2016 NG172
- 2016 NH172
- 2016 NJ172
- 2016 NK172
- 2016 NL172
- 2016 NM172
- 2016 NN172
- 2016 NO172
- 2016 NP172
- 2016 NS172
- 2016 NT172
- 2016 NU172
- 2016 NV172
- 2016 NW172
- 2016 NX172
- 2016 NZ172
- 2016 NA173
- 2016 NB173
- 2016 ND173
- 2016 NE173
- 2016 NF173
- 2016 NG173
- 2016 NH173
- 2016 NJ173
- 2016 NK173
- 2016 NM173
- 2016 NN173
- 2016 NO173
- 2016 NP173
- 2016 NR173
- 2016 NS173
- 2016 NT173
- 2016 NU173
- 2016 NV173
- 2016 NW173
- 2016 NX173
- 2016 NY173
- 2016 NZ173
- 2016 NA174
- 2016 NC174
- 2016 ND174
- 2016 NE174
- 2016 NF174
- 2016 NG174
- 2016 NH174
- 2016 NJ174
- 2016 NK174
- 2016 NL174
- 2016 NN174
- 2016 NO174
- 2016 NP174
- 2016 NQ174
- 2016 NR174
- 2016 NS174
- 2016 NT174
- 2016 NU174
- 2016 NV174
- 2016 NW174
- 2016 NY174
- 2016 NZ174
- 2016 NA175
- 2016 NB175
- 2016 NC175
- 2016 ND175
- 2016 NE175
- 2016 NG175
- 2016 NH175
- 2016 NJ175
- 2016 NM175
- 2016 NO175
- 2016 NQ175
- 2016 NS175
- 2016 NT175
- 2016 NU175
- 2016 NV175
- 2016 NW175
- 2016 NX175
- 2016 NY175
- 2016 NZ175
- 2016 NA176
- 2016 NB176
- 2016 NC176
- 2016 ND176
- 2016 NF176
- 2016 NG176
- 2016 NH176
- 2016 NJ176
- 2016 NK176
- 2016 NL176
- 2016 NM176
- 2016 NN176
- 2016 NO176
- 2016 NP176
- 2016 NQ176
- 2016 NR176
- 2016 NS176
- 2016 NT176
- 2016 NU176
- 2016 NV176
- 2016 NW176
- 2016 NY176
- 2016 NZ176
- 2016 NA177
- 2016 NB177
- 2016 NC177
- 2016 ND177
- 2016 NE177
- 2016 NF177
- 2016 NG177
- 2016 NH177
- 2016 NK177
- 2016 NL177
- 2016 NM177
- 2016 NN177
- 2016 NO177
- 2016 NP177
- 2016 NR177
- 2016 NS177
- 2016 NT177
- 2016 NU177
- 2016 NV177
- 2016 NW177
- 2016 NX177
- 2016 NY177
- 2016 NZ177
- 2016 NA178
- 2016 NB178
- 2016 NC178
- 2016 ND178
- 2016 NE178
- 2016 NF178
- 2016 NG178
- 2016 NH178
- 2016 NJ178
- 2016 NK178
- 2016 NL178
- 2016 NM178
- 2016 NN178
- 2016 NO178
- 2016 NP178
- 2016 NQ178
- 2016 NR178
- 2016 NS178
- 2016 NT178
- 2016 NU178
- 2016 NV178
- 2016 NW178
- 2016 NX178
- 2016 NY178
- 2016 NZ178
- 2016 NA179
- 2016 NB179
- 2016 NC179
- 2016 ND179
- 2016 NE179
- 2016 NF179
- 2016 NG179
- 2016 NJ179
- 2016 NK179
- 2016 NL179
- 2016 NN179
- 2016 NO179
- 2016 NQ179
- 2016 NR179
- 2016 NS179
- 2016 NT179
- 2016 NU179
- 2016 NV179
- 2016 NW179
- 2016 NX179
- 2016 NY179
- 2016 NA180
- 2016 NB180
- 2016 NC180
- 2016 ND180
- 2016 NE180
- 2016 NF180
- 2016 NG180
- 2016 NH180
- 2016 NJ180
- 2016 NK180
- 2016 NL180
- 2016 NM180
- 2016 NO180
- 2016 NP180
- 2016 NQ180
- 2016 NR180
- 2016 NS180
- 2016 NT180
- 2016 NU180
- 2016 NV180
- 2016 NW180
- 2016 NX180
- 2016 NY180
- 2016 NZ180
- 2016 NA181
- 2016 NB181
- 2016 NC181
- 2016 ND181
- 2016 NE181
- 2016 NF181
- 2016 NG181
- 2016 NH181
- 2016 NJ181
- 2016 NK181
- 2016 NL181
- 2016 NM181
- 2016 NN181
- 2016 NO181
- 2016 NP181
- 2016 NQ181
- 2016 NR181
- 2016 NS181
- 2016 NT181
- 2016 NU181
- 2016 NV181
- 2016 NW181
- 2016 NX181
- 2016 NY181
- 2016 NZ181
- 2016 NA182
- 2016 NB182
- 2016 NC182
- 2016 ND182
- 2016 NF182
- 2016 NG182
- 2016 NH182
- 2016 NJ182
- 2016 NK182
- 2016 NL182
- 2016 NM182
- 2016 NN182
- 2016 NO182
- 2016 NP182
- 2016 NR182
- 2016 NS182
- 2016 NT182
- 2016 NU182
- 2016 NV182
- 2016 NW182
- 2016 NX182
- 2016 NY182
- 2016 NZ182
- 2016 NA183
- 2016 NB183
- 2016 NC183
- 2016 ND183
- 2016 NE183
- 2016 NF183
- 2016 NG183
- 2016 NH183
- 2016 NJ183
- 2016 NK183
- 2016 NL183
- 2016 NM183
- 2016 NN183
- 2016 NO183
- 2016 NP183
- 2016 NQ183
- 2016 NR183
- 2016 NS183
- 2016 NT183
- 2016 NU183
- 2016 NV183
- 2016 NW183
- 2016 NX183
- 2016 NY183
- 2016 NZ183
- 2016 NA184
- 2016 NB184
- 2016 NC184
- 2016 ND184
- 2016 NE184
- 2016 NF184
- 2016 NG184
- 2016 NH184
- 2016 NJ184
- 2016 NK184
- 2016 NL184
- 2016 NM184
- 2016 NN184
- 2016 NO184
- 2016 NP184
- 2016 NQ184
- 2016 NR184
- 2016 NS184
- 2016 NT184
- 2016 NU184
- 2016 NV184
- 2016 NW184
- 2016 NX184
- 2016 NY184
- 2016 NZ184
- 2016 NA185
- 2016 NB185
- 2016 NC185
- 2016 ND185
- 2016 NE185
- 2016 NF185
- 2016 NG185
- 2016 NH185
- 2016 NJ185
- 2016 NK185
- 2016 NL185
- 2016 NM185
- 2016 NN185
- 2016 NO185
- 2016 NP185
- 2016 NQ185
- 2016 NR185
- 2016 NS185
- 2016 NT185
- 2016 NU185
- 2016 NV185
- 2016 NW185
- 2016 NX185
- 2016 NY185
- 2016 NZ185
- 2016 NA186
- 2016 NB186
- 2016 NC186
- 2016 ND186
- 2016 NE186
- 2016 NF186
- 2016 NG186
- 2016 NH186
- 2016 NJ186
- 2016 NK186
- 2016 NL186
- 2016 NM186
- 2016 NN186
- 2016 NO186
- 2016 NP186
- 2016 NQ186
- 2016 NR186
- 2016 NT186
- 2016 NU186
- 2016 NV186
- 2016 NW186
- 2016 NX186
- 2016 NY186
- 2016 NZ186
- 2016 NA187
- 2016 NB187
- 2016 NC187
- 2016 ND187
- 2016 NE187
- 2016 NF187
- 2016 NG187
- 2016 NH187
- 2016 NJ187
- 2016 NK187
- 2016 NL187
- 2016 NM187
- 2016 NN187
- 2016 NO187
- 2016 NP187
- 2016 NQ187
- 2016 NR187
- 2016 NS187
- 2016 NT187
- 2016 NU187
- 2016 NV187
- 2016 NW187
- 2016 NX187
- 2016 NY187
- 2016 NZ187
- 2016 NA188
- 2016 NB188
- 2016 NC188
- 2016 ND188
- 2016 NE188
- 2016 NF188
- 2016 NG188
- 2016 NH188
- 2016 NJ188
- 2016 NK188
- 2016 NL188
- 2016 NM188
- 2016 NN188
- 2016 NO188
- 2016 NP188
- 2016 NQ188
- 2016 NR188
- 2016 NS188
- 2016 NT188
- 2016 NU188
- 2016 NV188
- 2016 NW188
- 2016 NX188
- 2016 NY188
- 2016 NZ188
- 2016 NA189
- 2016 NB189
- 2016 NC189
- 2016 ND189
- 2016 NE189
- 2016 NF189
- 2016 NG189
- 2016 NH189
- 2016 NK189
- 2016 NL189
- 2016 NM189
- 2016 NN189
- 2016 NO189
- 2016 NP189
- 2016 NQ189
- 2016 NR189
- 2016 NS189
- 2016 NT189
- 2016 NU189
- 2016 NV189
- 2016 NW189
- 2016 NX189
- 2016 NY189
- 2016 NZ189
- 2016 NA190
- 2016 NB190
- 2016 NC190
- 2016 ND190
- 2016 NE190
- 2016 NF190
- 2016 NG190
- 2016 NH190
- 2016 NJ190
- 2016 NK190
- 2016 NL190
- 2016 NM190
- 2016 NN190
- 2016 NO190
- 2016 NP190
- 2016 NQ190
- 2016 NR190
- 2016 NS190
- 2016 NT190
- 2016 NU190
- 2016 NV190
- 2016 NW190
- 2016 NY190
- 2016 NZ190
- 2016 NA191
- 2016 NB191
- 2016 NC191
- 2016 ND191
- 2016 NE191
- 2016 NF191
- 2016 NG191
- 2016 NH191
- 2016 NJ191
- 2016 NK191
- 2016 NL191
- 2016 NM191
- 2016 NN191
- 2016 NO191
- 2016 NP191
- 2016 NQ191
- 2016 NR191
- 2016 NS191
- 2016 NT191
- 2016 NU191
- 2016 NV191
- 2016 NW191
- 2016 NX191
- 2016 NY191
- 2016 NZ191
- 2016 NA192
- 2016 NB192
- 2016 NC192
- 2016 ND192
- 2016 NE192
- 2016 NF192
- 2016 NG192
- 2016 NH192
- 2016 NJ192
- 2016 NK192
- 2016 NL192
- 2016 NM192
- 2016 NO192
- 2016 NP192
- 2016 NQ192
- 2016 NR192
- 2016 NS192
- 2016 NT192
- 2016 NU192
- 2016 NV192
- 2016 NW192
- 2016 NX192
- 2016 NY192
- 2016 NZ192
- 2016 NA193
- 2016 NC193
- 2016 ND193
- 2016 NE193
- 2016 NF193
- 2016 NG193
- 2016 NH193
- 2016 NL193
- 2016 NM193
- 2016 NN193
- 2016 NO193
- 2016 NP193
- 2016 NQ193
- 2016 NR193
- 2016 NS193
- 2016 NT193
- 2016 NV193
- 2016 NX193
- 2016 NY193
- 2016 NZ193
- 2016 NA194
- 2016 NB194
- 2016 NC194
- 2016 ND194
- 2016 NE194
- 2016 NF194
- 2016 NG194
- 2016 NH194
- 2016 NJ194
- 2016 NK194
- 2016 NL194
- 2016 NM194
- 2016 NN194
- 2016 NO194
- 2016 NP194
- 2016 NQ194
- 2016 NR194
- 2016 NS194
- 2016 NT194
- 2016 NU194
- 2016 NV194
- 2016 NW194
- 2016 NX194
- 2016 NY194
- 2016 NZ194
- 2016 NA195
- 2016 NB195
- 2016 NC195
- 2016 ND195
- 2016 NE195
- 2016 NF195
- 2016 NG195
- 2016 NH195
- 2016 NJ195
- 2016 NK195
- 2016 NL195
- 2016 NM195
- 2016 NN195
- 2016 NO195
- 2016 NP195
- 2016 NQ195
- 2016 NR195
- 2016 NS195
- 2016 NT195
- 2016 NU195
- 2016 NV195
- 2016 NW195
- 2016 NX195
- 2016 NY195
- 2016 NZ195
- 2016 NA196
- 2016 NB196
- 2016 NC196
- 2016 ND196
- 2016 NE196
- 2016 NF196
- 2016 NG196
- 2016 NH196
- 2016 NJ196
- 2016 NK196
- 2016 NL196
- 2016 NM196
- 2016 NN196
- 2016 NO196
- 2016 NP196
- 2016 NQ196
- 2016 NR196
- 2016 NS196
- 2016 NT196
- 2016 NV196
- 2016 NX196
- 2016 NY196
- 2016 NZ196
- 2016 NA197
- 2016 NB197
- 2016 ND197
- 2016 NE197
- 2016 NF197
- 2016 NG197
- 2016 NH197
- 2016 NJ197
- 2016 NK197
- 2016 NL197
- 2016 NM197
- 2016 NN197
- 2016 NO197
- 2016 NP197
- 2016 NQ197
- 2016 NR197
- 2016 NS197
- 2016 NT197
- 2016 NU197
- 2016 NV197
- 2016 NW197
- 2016 NX197
- 2016 NY197
- 2016 NZ197
- 2016 NA198
- 2016 NB198
- 2016 NC198
- 2016 ND198
- 2016 NE198
- 2016 NF198
- 2016 NG198
- 2016 NH198
- 2016 NJ198
- 2016 NK198
- 2016 NL198
- 2016 NM198
- 2016 NN198
- 2016 NO198
- 2016 NP198
- 2016 NQ198
- 2016 NR198
- 2016 NS198
- 2016 NT198
- 2016 NU198
- 2016 NV198
- 2016 NW198
- 2016 NX198
- 2016 NY198
- 2016 NZ198
- 2016 NA199
- 2016 NB199
- 2016 NC199
- 2016 ND199
- 2016 NE199
- 2016 NF199
- 2016 NG199
- 2016 NH199
- 2016 NJ199
- 2016 NK199
- 2016 NL199
- 2016 NM199
- 2016 NN199
- 2016 NO199
- 2016 NP199
- 2016 NQ199
- 2016 NR199
- 2016 NS199
- 2016 NT199
- 2016 NU199
- 2016 NV199
- 2016 NW199
- 2016 NX199
- 2016 NY199
- 2016 NZ199
- 2016 NA200
- 2016 NB200
- 2016 NC200
- 2016 NF200
- 2016 NG200
- 2016 NH200
- 2016 NJ200
- 2016 NK200
- 2016 NL200
- 2016 NM200
- 2016 NN200
- 2016 NO200
- 2016 NP200
- 2016 NQ200
- 2016 NR200
- 2016 NS200
- 2016 NT200
- 2016 NU200
- 2016 NV200
- 2016 NW200
- 2016 NX200
- 2016 NY200
- 2016 NZ200
- 2016 NA201
- 2016 NB201
- 2016 NC201
- 2016 ND201
- 2016 NF201
- 2016 NG201
- 2016 NJ201
- 2016 NK201
- 2016 NL201
- 2016 NM201
- 2016 NN201
- 2016 NO201
- 2016 NP201
- 2016 NQ201
- 2016 NR201
- 2016 NS201
- 2016 NT201
- 2016 NU201
- 2016 NV201
- 2016 NW201
- 2016 NX201
- 2016 NZ201
- 2016 NA202
- 2016 NB202
- 2016 NC202
- 2016 ND202
- 2016 NE202
- 2016 NF202
- 2016 NG202
- 2016 NH202
- 2016 NJ202
- 2016 NK202
- 2016 NL202
- 2016 NM202
- 2016 NN202
- 2016 NO202
- 2016 NP202
- 2016 NQ202
- 2016 NR202
- 2016 NS202
- 2016 NT202
- 2016 NU202
- 2016 NV202
- 2016 NW202
- 2016 NX202
- 2016 NY202
- 2016 NZ202
- 2016 NA203
- 2016 NB203
- 2016 NC203
- 2016 ND203
- 2016 NE203
- 2016 NF203
- 2016 NG203
- 2016 NH203
- 2016 NJ203
- 2016 NK203
- 2016 NL203
- 2016 NM203
- 2016 NN203
- 2016 NO203
- 2016 NP203
- 2016 NQ203
- 2016 NS203
- 2016 NT203
- 2016 NU203
- 2016 NV203
- 2016 NW203
- 2016 NX203
- 2016 NY203
- 2016 NZ203
- 2016 NA204
- 2016 NB204
- 2016 NC204
- 2016 ND204
- 2016 NE204
- 2016 NF204
- 2016 NG204
- 2016 NH204
- 2016 NJ204
- 2016 NK204
- 2016 NL204
- 2016 NM204
- 2016 NN204
- 2016 NO204
- 2016 NP204
- 2016 NQ204
- 2016 NR204
- 2016 NS204
- 2016 NT204
- 2016 NU204
- 2016 NV204
- 2016 NW204
- 2016 NX204
- 2016 NY204
- 2016 NZ204
- 2016 NA205
- 2016 NB205
- 2016 NC205
- 2016 ND205
- 2016 NE205
- 2016 NF205
- 2016 NG205
- 2016 NH205
- 2016 NJ205
- 2016 NK205
- 2016 NL205
- 2016 NM205
- 2016 NN205
- 2016 NO205
- 2016 NP205
- 2016 NQ205
- 2016 NR205
- 2016 NS205
- 2016 NT205
- 2016 NU205
- 2016 NV205
- 2016 NW205
- 2016 NX205
- 2016 NY205
- 2016 NA206
- 2016 NB206
- 2016 NC206
- 2016 ND206
- 2016 NE206
- 2016 NF206
- 2016 NG206
- 2016 NH206
- 2016 NJ206
- 2016 NK206
- 2016 NL206
- 2016 NM206
- 2016 NN206
- 2016 NO206
- 2016 NP206
- 2016 NQ206
- 2016 NR206
- 2016 NS206
- 2016 NT206
- 2016 NU206
- 2016 NV206
- 2016 NW206
- 2016 NX206
- 2016 NY206
- 2016 NZ206
- 2016 NA207
- 2016 NB207
- 2016 NC207
- 2016 ND207
- 2016 NE207
- 2016 NF207
- 2016 NG207
- 2016 NH207
- 2016 NJ207
- 2016 NK207
- 2016 NL207
- 2016 NM207
- 2016 NN207
- 2016 NO207
- 2016 NP207
- 2016 NQ207
- 2016 NR207
- 2016 NS207
- 2016 NT207
- 2016 NU207
- 2016 NV207
- 2016 NW207
- 2016 NX207
- 2016 NY207
- 2016 NZ207
- 2016 NA208
- 2016 NB208
- 2016 NC208
- 2016 ND208
- 2016 NE208
- 2016 NF208
- 2016 NG208
- 2016 NH208
- 2016 NJ208
- 2016 NL208
- 2016 NM208
- 2016 NN208
- 2016 NO208
- 2016 NP208
- 2016 NQ208

### Du 16 au 31 juillet 2016
- 2016 OA
- 2016 OC
- 2016 OF
- 2016 OH
- 2016 OJ
- 2016 OL
- 2016 OM
- 2016 ON
- 2016 OO
- 2016 OR
- 2016 OT
- 2016 OV
- 2016 OW
- 2016 OX
- 2016 OY
- 2016 OZ
- 2016 OA1
- 2016 OB1
- 2016 OD1
- 2016 OE1
- 2016 OF1
- 2016 OJ1
- 2016 OK1
- 2016 OL1
- 2016 OM1
- 2016 OS1
- 2016 OY1
- 2016 OD2
- 2016 OG2
- 2016 OS2
- 2016 OX2
- 2016 OY2
- 2016 OZ2
- 2016 OC3
- 2016 OE3
- 2016 OO3
- 2016 OX3
- 2016 OC4
- 2016 OH4
- 2016 ON4
- 2016 OO4
- 2016 OP4
- 2016 OT4
- 2016 OW4
- 2016 OY4
- 2016 OZ4
- 2016 OF5
- 2016 OH5
- 2016 OJ5
- 2016 OL5
- 2016 ON5
- 2016 OO5
- 2016 OS5
- 2016 OU5
- 2016 OV5
- 2016 OW5
- 2016 OY5
- 2016 OC6
- 2016 OD6
- 2016 OF6
- 2016 OG6
- 2016 OE8
- 2016 OK8
- 2016 OM8
- 2016 OV8
- 2016 OY8
- 2016 OB9
- 2016 OF9
- 2016 OH9
- 2016 OJ9
- 2016 OK9
- 2016 OL9
- 2016 OM9
- 2016 ON9
- 2016 OO9
- 2016 OP9
- 2016 OQ9
- 2016 OR9
- 2016 OS9
- 2016 OT9
- 2016 OU9
- 2016 OV9
- 2016 OW9
- 2016 OX9
- 2016 OY9
- 2016 OZ9
- 2016 OA10
- 2016 OB10
- 2016 OC10
- 2016 OE10
- 2016 OG10
- 2016 OH10
- 2016 OJ10
- 2016 OK10
- 2016 OL10
- 2016 OM10
- 2016 ON10
- 2016 OO10
- 2016 OS10
- 2016 OW10
- 2016 OX10
- 2016 OY10
- 2016 OC11
- 2016 OG11
- 2016 OH11
- 2016 OJ11
- 2016 OK11
- 2016 OL11
- 2016 ON11
- 2016 OP11
- 2016 OQ11
- 2016 OR11
- 2016 OS11
- 2016 OT11
- 2016 OU11
- 2016 OV11
- 2016 OW11
- 2016 OX11
- 2016 OZ11
- 2016 OA12
- 2016 OB12
- 2016 OG12
- 2016 OH12
- 2016 OJ12
- 2016 OK12
- 2016 OM12
- 2016 OP12
- 2016 OQ12
- 2016 OR12
- 2016 OS12
- 2016 OT12
- 2016 OV12
- 2016 OW12
- 2016 OY12
- 2016 OZ12
- 2016 OA13
- 2016 OC13
- 2016 OD13
- 2016 OE13
- 2016 OF13
- 2016 OG13
- 2016 OH13
- 2016 OJ13
- 2016 OK13
- 2016 OL13
- 2016 OM13
- 2016 ON13
- 2016 OO13
- 2016 OP13
- 2016 OQ13
- 2016 OS13
- 2016 OT13
- 2016 OU13
- 2016 OW13
- 2016 OX13
- 2016 OY13
- 2016 OZ13
- 2016 OA14
- 2016 OB14
- 2016 OC14
- 2016 OD14
- 2016 OE14
- 2016 OF14
- 2016 OG14
- 2016 OJ14
- 2016 OK14
- 2016 OL14
- 2016 OM14
- 2016 ON14
- 2016 OO14
- 2016 OP14
- 2016 OQ14
- 2016 OS14
- 2016 OT14
- 2016 OU14
- 2016 OV14
- 2016 OW14
- 2016 OX14
- 2016 OZ14
- 2016 OA15
- 2016 OB15
- 2016 OC15
- 2016 OD15
- 2016 OE15
- 2016 OF15
- 2016 OH15
- 2016 OJ15
- 2016 OK15
- 2016 OL15
- 2016 OM15
- 2016 ON15
- 2016 OO15
- 2016 OP15
- 2016 OQ15
- 2016 OR15
- 2016 OS15
- 2016 OT15
- 2016 OU15
- 2016 OW15
- 2016 OX15
- 2016 OY15
- 2016 OZ15
- 2016 OA16
- 2016 OB16
- 2016 OC16
- 2016 OD16
- 2016 OF16
- 2016 OG16
- 2016 OH16
- 2016 OJ16
- 2016 OK16
- 2016 OL16
- 2016 OM16
- 2016 ON16
- 2016 OO16
- 2016 OQ16
- 2016 OR16
- 2016 OS16
- 2016 OT16
- 2016 OU16
- 2016 OV16
- 2016 OW16
- 2016 OX16
- 2016 OY16
- 2016 OZ16
- 2016 OA17
- 2016 OB17
- 2016 OC17
- 2016 OD17
- 2016 OE17
- 2016 OF17
- 2016 OG17
- 2016 OH17
- 2016 OJ17
- 2016 OK17
- 2016 OL17
- 2016 OM17
- 2016 ON17
- 2016 OO17
- 2016 OP17
- 2016 OQ17
- 2016 OR17
- 2016 OS17
- 2016 OT17
- 2016 OU17